# Котешть (Вранча)
Котешть, Котешті (рум. Cotești) — село у повіті Вранча в Румунії. Адміністративний центр комуни Котешть.
Село розташоване на відстані 154 км на північний схід від Бухареста, 11 км на південний захід від Фокшан, 78 км на захід від Галаца, 113 км на схід від Брашова.

## Населення
За даними перепису населення 2002 року у селі проживали 1872 особи, з них 1871 особа (99,9%) румунів. Рідною мовою 1871 особа (99,9%) назвала румунську.